# Saint-Puy
 Saint-Puy  là một xã của tỉnh Gers, thuộc vùng Occitanie, tây nam nước Pháp.